# العلاقات بين لبنان والاتحاد الأوروبي
العلاقات بين لبنان والاتحاد الأوروبي من العلاقات الجوهرية والقوية ويعتمد الاتحاد الأوروبى في علاقاته مع لبنان على سياسة الجوار الأوروبية . ويعتبر الاتحاد الأوروبي هو أكبر شريك تجاري للبنان.  

## العلاقات السياسية
تجمع الاتحاد الأوروبي ولبنان علاقات اقتصادية وثيقة في إطار اتفاقية الشراكة بينهما، والتي دخلت حيز التنفيذ في نيسان 2006. وترتكز هذه الشراكة على القيم والمصالح المشتركة وتتضمن حواراً سياسياً وأمنياً واقتصادياً واجتماعياً منتظماً واتصالات واسعة النطاق بين الأشخاص ومساعدة تنموية وإنسانية مهمة. 
وتعزز الاتفاقية بين الاتحاد الأوروبي ولبنان حقوق الإنسان، والحوار السياسي، وحرية تنقل السلع، والتعاون الاقتصادي والاجتماعي والثقافي. ويلتزم الاتحاد الأوروبي بدعم الديمقراطية، والحكم الرشيد، والاندماج الاجتماعي، والتعليم، والتنمية المستدامة في لبنان.
ويأخذ الدعم الأوروبي للديمقراطية وحكم القانون في لبنان أشكالاً متعددة، إذ يدعم الاتحاد الأوروبي تطوير مؤسسات عامة مستقلة وفاعلة وخاضعة للمحاسبة، لاسيما في القضاء وإدارة السجون. علاوة على ذلك، يدعم الاتحاد الأوروبي المجتمع المدني اللبناني كشريك فاعل في صنع القرار السياسي. وتجري المؤسسات الأوروبية حواراً منتظماً مع هذه المجموعة بهدف الوقوف على الاحتياجات الحقيقية للسكان في ما يتعلق بحقوق الإنسان، والحكم الرشيد، والتنمية.
كما أن للاتحاد الأوروبي مصلحة كبيرة في تقوية الدولة اللبنانية وجعل لبنان أحد عناصر الاستقرار الإقليمي. ويتعاون الاتحاد الأوروبي بصورة خاصة مع الأجهزة الأمنية اللبنانية بهدف تعزيز التماسك الوطني والتأكيد على دور الدولة كجهة شرعية وحيدة مسؤولة عن توفير الأمن. ويعزز الحوار السياسي بين الاتحاد الأوروبي ولبنان التعاون بهدف إرساء السلام والاستقرار والأمن في البلاد.
وتتم تسوية المنازعات بشأن الاتفاقية أمام مجلس الشراكة، ولجنة الشراكة، وعشر لجان فرعية قطاعية، تتألف كل منها من ممثلين عن الجانبين الأوروبي واللبناني.

## العلاقات الإقتصادية
تجمع الاتحاد الأوروبي ولبنان علاقات اقتصادية وثيقة تعززها اتفاقية الشراكة التي دخلت حيز التنفيذ  في نيسان 2006.
وبالنسبة إلى لبنان، توفر له الاتفاقية وصولاً خاصاً إلى السوق الأوروبية الموحدة الواسعة. كما أن فتح السوق اللبنانية يعزز التحديث الاقتصادي للبلاد. ويعني هذا إيجاد وظائف وفرص أعمال للشباب وترسيخ مكانة لبنان كمركز مالي بارز في الشرق الأوسط. ويستفيد لبنان كذلك من وصول متزايد إلى المساعدات المالية الأوروبية ومن نقل التكنولوجيا.
أما بالنسبة إلى لاتحاد الأوروبي، فتعني الاتفاقية إتاحة فرص أكبر لتوفير السلع والخدمات للسوق اللبنانية والاستفادة من موارد البلاد.
علاوة على ذلك، تتطلب الاتفاقية من الحكومة اللبنانية تنفيذ إصلاحات مالية واقتصادية وإدارية. كما يجب تحديث قطاعات الإنتاج لتتلاءم مع المعايير الأوروبية والدولية. ويلتزم لبنان بتحسين المناخ المحلي للأعمال والاستثمار الدوليين.

## العلاقات التجارية
الاتحاد الأوروبي هو الشريك التجاري الأهم للبنان، مشكلاً بذلك ثلث حجم التجارة اللبنانية. وتخضع العلاقات التجارية بين الاتحاد الأوروبي ولبنان لاتفاقية الشراكة التي دخلت حيز التنفيذ في عام 2006. وبناء على الاتفاقية الانتقالية التي دخلت حيز التنفيذ في عام 2003 والتي تتيح التطبيق الفوري للأحكام الاقتصادية والتجارية في اتفاقية الشراكة، عمل الجانبان على تحرير تجارة السلع بصورة تدريجية بهدف إيجاد منطقة تجارة حرة ثنائية. نتيجة ذلك، باتت المنتجات الصناعية اللبنانية وغالبية المنتجات الزراعية تستفيد من حرية الوصول إلى السوق الأوروبية.
وتعزز الاتفاقية وضعية لبنان في مفاوضاته للانضمام لمنظمة التجارة العالمية، وهو طموح يدعمه الاتحاد الأوروبي بقوة.  
تتمثل واردات لبنان بشكل رئيسي من الاتحاد الأوروبي الآلات (22 ٪) ومعدات النقل (11.7 ٪) ، والمواد الكيميائية (13 ٪) ومنتجات الطاقة (21.2 ٪). بلغت الصادرات اللبنانية إلى الاتحاد الأوروبي 0.36 مليار يورو ؛ المنتجات المصنعة أساسا (66 ٪). يقابل العجز التجاري الكبير في لبنان عائدات الدخل الأجنبي مثل الشتات اللبناني والسياحة. 60 ٪ من الناتج المحلي الإجمالي اللبناني يأتى من قطاع الخدمات. 

## التعاون الفنى والمالى
قدم الاتحاد الأوروبي دعمًا مالياً ومساعدات فنية كبيرة للبنان. وتقدر المخصصات المالية للتعاون بين الاتحاد الأوروبي ولبنان لفترة 2014-2016 بـ 132 مليون يورو (44 مليون يورو سنوياً). وتركز المساعدات على ثلاثة مجالات: إصلاح النظام القضائي والأمني؛ والتماسك الاجتماعي والتنمية الاقتصادية المستدامة والمجموعات المحتاجة؛ والإدارة المستدامة والشفافة للطاقة والموارد الطبيعية. كما أنه ثمة مجالين يشملان قطاعات متعددة هما الدعم التكميلي لبناء القدرات وللمجتمع المدني.
وبهدف ضمان تبني لبنان لأجندته التنموية، يعمل الاتحاد الأوروبي من خلال المؤسسات الوطنية. وتمتاز المساعدات الثنائية للاتحاد الأوروبي بالتخطيط للمستقبل، إذ يجري إعداد حزم مالية لسنوات عديدة بما يسمح بالدعم المستمر للتنمية والإصلاح، وذلك وفقًا لخطة العمل المشتركة بين الجانبين. ويجري تقديم جزء من مساعدات الاتحاد الأوروبي عبر منظمات المجتمع المدني والسلطات المحلية.
ويقدم الاتحاد الأوروبي الدعم للحكومة اللبنانية والقضاء والبلديات. وتركز المساعدات التعليمية الأوروبية للبنان على خفض معدلات التسرب وعدم التطابق بين المهارات واحتياجات سوق العمل. ويهدف هذا أيضاً إلى منع الهجرة الواسعة النطاق للبنانين من أصحاب المهارات وعدم استبدال القوة العاملة المحلية باللاجئين أو العمال المهاجرين.
ويقدم الاتحاد الأوروبي دعماً مالياً للمجتمع المدني لحماية الحريات الأساسية وتعزيز عملية التحول الديمقراطي، إما من خلال برامج مع الحكومة أو برامج ثنائية مع منظمات المجتمع المدني. كما يجري تقديم دعم للمؤسسات الصغيرة والمتوسطة الحجم.
وبات الاتحاد الأوروبي أيضاً أهم جهة مانحة في مجال الأعمال المتعلقة بالألغام، بما يشمل دعم المركز اللبناني للأعمال المتعلقة بالألغام.
ويعد الاتحاد الأوروبي أكبر الجهات المانحة في مجال الاستجابة للأزمات والتعافي وإرساء الاستقرار. ويجري تقديم المساعدة الإنسانية من خلال المديرية العامة للمساعدة الإنسانية والحماية المدنية التابعة للمفوضية الأوروبية (إيكو). وتعتبر آلية المساهمة في الاستقرار والسلامالآلية الرئيسية التي يدعم الاتحاد الأوروبي من خلالها الاستعداد لمواجهة الأزمات وإدارتها وبناء السلام ومبادرات المصالحة.
ويعمل الاتحاد الأوروبي على تحسين الحقوق القانونية والظروف المعيشية للاجئين الفلسطينيين في لبنان. ويجري تقديم الدعم بشكل أساسي من خلال وكالة الأمم المتحدة لإغاثة وتشغيل اللاجئين (الأونروا) وبواسطة المنظمات غير الحكومية.
ومنذ عام 2001، خصصت المفوضية الأوروبية 769 مليون يورو إضافية لمواجهة تداعيات الأزمة السورية على لبنان. ويتم تخصيص جزء كبير من المساعدات غير الإنسانية للدول المجاورة لسوريا لاستيعاب أزمة اللاجئين من خلال الصندوق الاستئماني الإقليمي (مداد). ويلبي الصندوق المذكور الاحتياجات في المدى الطويل المتعلقة بقدرة اللاجئين السوريين على التعافي في الدول المجاورة، ومنها لبنان.
وبالإضافة إلى ما ذكر من التمويل المنتظم والاستثنائي، يستفيد لبنان من آليات تعاون أخرى منها:
- الآلية الأوروبية للديمقراطية وحقوق الإنسان التي تدعم مشاريع المجتمع المدني في مجالات الديمقراطية واحترام حقوق الإنسان والحريات الأساسية؛
- برنامج إيراسموس + الذي يشجع التعاون بين مؤسسات التعليم العالي؛
- آلية تسهيل الاستثمار في الجوار التي تشجع استثمارات المؤسسات المالية الأوروبية، ولاسيما في مجالات النقل والطاقة والبيئة؛
- برنامج Horizon 2020 والبرنامج الإطاري السابع (FP7) لتمويل التكنولوجيا والمشاريع البحثية للابتكار؛
- البرامج الإقليمية التي تعزز الشبكات والاندماج الاجتماعي في منطقة المتوسط، على غرار برنامج المجتمع المدني والسلطات المحلية.

كما يجري تقديم المساعدة الأوروبية في لبنان مباشرة من خلال دول الاتحاد الأوروبي، والمؤسسات المالية الأوروبية، ومن بينها بنك الاستثمار الأوروبي.

## الاتفاقيات
أبرم لبنان مفاوضات حول اتفاقية شراكة مع الاتحاد الأوروبي في أواخر عام 2001 ، ووقع الطرفين على الاتفاق في يناير 2002 وأصبح الاتفاق يعرف باسم اتفاقية الشراكة بين الاتحاد الأوروبي ولبنان . أعطت خطة العمل بين الاتحاد الأوروبي ولبنان من 19 يناير 2007 زخماً جديداً للعلاقات الثنائية في إطار سياسة الجوار الأوروبية. 
لبنان هو أحد المستفيدين الرئيسيين من منطقة البحر الأبيض المتوسط من المساعدة المجتمعية والاتحاد الأوروبي من خلال أدواته المختلفة هو المانح الرئيسي للبنان. بدءًا من عام 2007 يتم توجيه الدعم المالي من خلال سياسة الجوار الأوروبية. اعتمد الاتحاد الأوروبي خطة إستراتيجية للبنان خلال2007-2013 والبرنامج الإرشادي الوطني 2007-2010. تم إعادة تركيز المساعدة المقدمة بعد حرب لبنان الثانية من أجل الانخراط في مساعدة حقيقية للحكومة والمجتمع في إعادة بناء البلاد وإصلاحها. 
لبنان أيضًا عضو في الاتحاد الأوروبي من أجل المتوسط . 

## روابط خارجية
- خطة عمل الاتحاد الأوروبي - لبنان
- بعثة الاتحاد الأوروبي إلى لبنان
- دائرة العمل الخارجي الأوروبي